# 芦田教式
芦田教式（あしだきょうしき）は、芦田惠之助が創始した国語の授業の形態。1時限の授業を7つの区切りで行うため、七変化（しちへんか）の教式とも呼ばれる。

## 特徴
授業の中心に教材を視写する時間を設けている。七変化は以下の通り。
| 一、よむ | 教材を数人の児童に音読させる。                                           |                                                                          |
| 二、とく | 読み得た感想を話し合い、本時の学習のめあてをつかむ。                     |                                                                          |
| 三、よむ | 教師の範読。                                                             |                                                                          |
| 四、かく | 教材を視写する。                                                         | 芦田教式の特徴。子どもは自分のノートに視写し、教師は同じ内容を板書する。 |
| 五、よむ | 板書した内容を、音読する。学年により指斉読や次の子どもに読ませたりする。 |                                                                          |
| 六、とく | 板書した内容を取り扱う。                                                 |                                                                          |
| 七、よむ | 本時の学習を振り返りながら、板書した内容を指斉読する。                   |                                                                          |